# Short track na Zimowych Igrzyskach Olimpijskich 2014 – 1000 m kobiet
Bieg na 1000 metrów kobiet rozgrywany w ramach short tracku na Zimowych Igrzyskach Olimpijskich 2014 odbędzie się 18 i 21 lutego w pałacu sportów zimowych Ajsbierg w Soczi.

## Terminarz
| Data      | Konkurencja  | Godzina rozpoczęcia | Godzina rozpoczęcia |
| Data      | Konkurencja  | Czas CET            | Czas lokalny        |
| --------- | ------------ | ------------------- | ------------------- |
| 18 lutego | Eliminacje   | 10:30               | 13:30               |
| 21 lutego | Ćwierćfinały | 17:44               | 20:44               |
| 21 lutego | Półfinały    | 18:21               | 21:21               |
| 21 lutego | Finał        | 18:53               | 21:53               |

## Wyniki

### Eliminacje
| Miejsce | Bieg | Zawodniczka          | Reprezentacja            | Czas     | Uwagi |
| ------- | ---- | -------------------- | ------------------------ | -------- | ----- |
| 1.      | 1    | Li Jianrou           | Chińska Republika Ludowa | 1:31,187 | Q     |
| 2.      | 1    | Jessica Smith        | Stany Zjednoczone        | 1:31,359 | Q     |
| 3.      | 1    | Tatiana Borodulina   | Rosja                    | 1:31,559 |       |
| 4.      | 1    | Sayuri Shimizu       | Japonia                  | 1:31,879 |       |
| 1.      | 2    | Park Seung-hi        | Korea Południowa         | 1:31,883 | Q     |
| 2.      | 2    | Emily Scott          | Stany Zjednoczone        | 1:32,585 | Q     |
| 3.      | 2    | Inna Simonowa        | Kazachstan               | 1:32,599 |       |
| –       | 2    | Kateřina Novotná     | Czechy                   | –        | DSQ   |
| 1.      | 3    | Valérie Maltais      | Kanada                   | 1:28,771 | Q     |
| 2.      | 3    | Yui Sakai            | Japonia                  | 1:29,824 | Q     |
| 3.      | 3    | Yara van Kerkhof     | Holandia                 | 1:29,980 |       |
| 4.      | 3    | Sofija Własowa       | Ukraina                  | 1:32,495 |       |
| 1.      | 4    | Shim Suk-hee         | Korea Południowa         | 1:31,046 | Q     |
| 2.      | 4    | Marie-Ève Drolet     | Kanada                   | 1:31,273 | Q     |
| 3.      | 4    | Martina Valcepina    | Włochy                   | 1:34,226 | ADV   |
| –       | 4    | Liu Qiuhong          | Chińska Republika Ludowa | –        | DSQ   |
| 1.      | 5    | Kim A-lang           | Korea Południowa         | 1:31,640 | Q     |
| 2.      | 5    | Fan Kexin            | Chińska Republika Ludowa | 1:31,713 | Q     |
| 3.      | 5    | Olga Beljakowa       | Rosja                    | 1:32,034 |       |
| –       | 5    | Agnė Sereikaitė      | Litwa                    | –        | DSQ   |
| 1.      | 6    | Arianna Fontana      | Włochy                   | 1:32,983 | Q     |
| 2.      | 6    | Véronique Pierron    | Francja                  | 1:33,022 | Q     |
| 3.      | 6    | Sofia Proswirnowa    | Rosja                    | 1:36,521 |       |
| –       | 6    | Bernadett Heidum     | Węgry                    | –        | DSQ   |
| 1.      | 7    | Elise Christie       | Wielka Brytania          | 1:30,588 | Q     |
| 2.      | 7    | Patrycja Maliszewska | Polska                   | 1:32,975 | Q     |
| 3.      | 7    | Ayuko Ito            | Japonia                  | 1:33,188 |       |
| 4.      | 7    | Elena Viviani        | Włochy                   | 1:33,352 |       |
| 1.      | 8    | Deanna Lockett       | Australia                | 1:34,845 | Q     |
| 2.      | 8    | Veronika Windisch    | Austria                  | 1:36,018 | Q     |
| 3.      | 8    | Jorien ter Mors      | Holandia                 | 1:46,661 | ADV   |
| 4.      | 8    | Marianne St-Gelais   | Kanada                   | 2:05,206 |       |

### Ćwierćfinały
| Miejsce | Bieg | Zawodniczka          | Reprezentacja            | Czas     | Uwagi |
| ------- | ---- | -------------------- | ------------------------ | -------- | ----- |
| 1.      | 1    | Elise Christie       | Wielka Brytania          | 1:30,606 | Q     |
| 2.      | 1    | Park Seung-hi        | Korea Południowa         | 1:30,801 | Q     |
| 3.      | 1    | Marie-Ève Drolet     | Kanada                   | 1:31,668 |       |
| –       | 1    | Véronique Pierron    | Francja                  | –        | DSQ   |
| 1.      | 2    | Valérie Maltais      | Kanada                   | 1:29,037 | Q     |
| 2.      | 2    | Jorien ter Mors      | Holandia                 | 1:29,119 | Q     |
| 3.      | 2    | Deanna Lockett       | Australia                | 1:29,256 |       |
| 4.      | 2    | Yui Sakai            | Japonia                  | 1:29,328 |       |
| 5.      | 2    | Veronika Windisch    | Austria                  | 1:30,017 |       |
| 1.      | 3    | Shim Suk-hee         | Korea Południowa         | 1:29,356 | Q     |
| 2.      | 3    | Fan Kexin            | Chińska Republika Ludowa | 1:29,380 | Q     |
| 3.      | 3    | Emily Scott          | Stany Zjednoczone        | 1:30,324 |       |
| –       | 3    | Arianna Fontana      | Włochy                   | –        | DSQ   |
| 1.      | 4    | Jessica Smith        | Stany Zjednoczone        | 1:32,088 | Q     |
| 2.      | 4    | Li Jianrou           | Chińska Republika Ludowa | 1:32,129 | Q     |
| 3.      | 4    | Kim A-lang           | Korea Południowa         | 1:32,154 |       |
| 4.      | 4    | Patrycja Maliszewska | Polska                   | 1:32,376 |       |

### Półfinały
- QA – awans do finału A
- QB – awans do finału B

| Miejsce | Bieg | Zawodniczka     | Reprezentacja            | Czas     | Uwagi |
| ------- | ---- | --------------- | ------------------------ | -------- | ----- |
| 1.      | 1    | Park Seung-hi   | Korea Południowa         | 1:30,182 | QA    |
| 2.      | 1    | Jessica Smith   | Stany Zjednoczone        | 1:30,399 | QA    |
| 3.      | 1    | Jorien ter Mors | Holandia                 | 1:30,481 | QB    |
| 4.      | 1    | Valérie Maltais | Kanada                   | 1:56,511 | QB    |
| 1.      | 2    | Shim Suk-hee    | Korea Południowa         | 1:31,237 | QA    |
| 2.      | 2    | Fan Kexin       | Chińska Republika Ludowa | 1:32,618 | QA    |
| –       | 2    | Li Jianrou      | Chińska Republika Ludowa | –        | DSQ   |
| –       | 2    | Elise Christie  | Wielka Brytania          | –        | DSQ   |

### Finały

#### Finał B
| Miejsce | Zawodniczka     | Reprezentacja | Czas     |
| ------- | --------------- | ------------- | -------- |
| 1.      | Jorien ter Mors | Holandia      | 1:36,835 |
| 2.      | Valérie Maltais | Kanada        | 1:36,863 |

#### Finał A
| Miejsce | Zawodniczka   | Reprezentacja            | Czas     |
| ------- | ------------- | ------------------------ | -------- |
| 1.      | Park Seung-hi | Korea Południowa         | 1:30,761 |
| 2.      | Fan Kexin     | Chińska Republika Ludowa | 1:30,811 |
| 3.      | Shim Suk-hee  | Korea Południowa         | 1:31,027 |
| 4.      | Jessica Smith | Stany Zjednoczone        | 1:31,301 |